# Fomalhaut b
Fomalhaut b, o Dagon, è stato un candidato pianeta extrasolare in orbita attorno alla stella bianca Fomalhaut, la più brillante della costellazione del Pesce Australe, che dista circa 25 anni luce dalla Terra. 
La scoperta del pianeta venne resa nota nel 2008 ed è stata resa possibile da una serie di fotografie scattate dal telescopio spaziale Hubble nel 2004 e nel 2006. Fomalhaut b e i pianeti HR 8799 b, c e d orbitanti attorno ad HR 8799 sono stati i primi il cui moto orbitale è stato confermato tramite immagini dirette.
La scoperta del pianeta era stata messa in dubbio già nel gennaio 2012 in seguito ai dati raccolti nell'infrarosso dal telescopio spaziale Spitzer, il quale non ha rilevato la presenza del pianeta a queste lunghezze d'onda; tuttavia, una successiva analisi dei dati forniti dal telescopio Hubble sembrava confermare, seppure con un certo margine di incertezza, l'esistenza del pianeta. Dal 2014 il punto luminoso che sembrava indicare la presenza del pianeta non è più visibile; studi recenti suggeriscono che il puntino luminoso scoperto nel 2004 fosse una nube di detriti in espansione formatasi per una collisione di planetesimi, piuttosto che un pianeta.

## Prime ipotesi

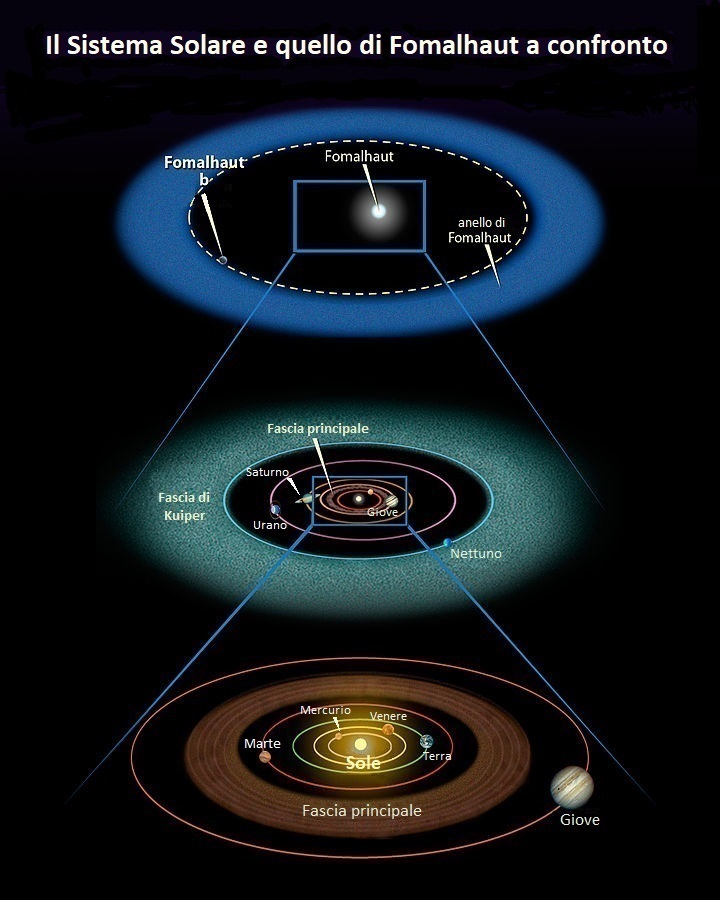

Dal 1983 è noto che Fomalhaut è circondata da un disco circumstellare di polveri e gas; fin dalle prime osservazioni, alcuni studiosi hanno avanzato l'ipotesi che alcune delle sue caratteristiche potevano essere spiegate tramite l'esistenza di uno o più pianeti. Wyatt e Dent (2002) supposero che una delle possibili spiegazioni della presenza di alcuni addensamenti all'interno del disco fosse l'esistenza di un pianeta; Stapelfeldt e colleghi (2004) si rifecero alla medesima ipotesi per spiegare alcune asimmetrie presenti nel disco. Uno dei lavori più accurati in questo filone è quello di Quillen (2006), in cui alcune caratteristiche del disco, quali la sua eccentricità e il fatto che il suo confine interno sia molto netto, erano ricondotte alla presenza di un pianeta collocato appena all'interno del disco stesso; tale pianeta doveva avere una massa compresa fra quella di Nettuno e quella di Saturno ed era collocato in un'orbita dall'eccentricità simile a quella del disco stesso (e ≈ 0,1)

## Osservazione
Il 13 novembre 2008 un team di scienziati diretti dall'astrofisico Paul Kalas presentò le immagini del disco circumstellare ottenute nel 2004 e nel 2006 tramite l'Advanced Camera for Surveys del telescopio spaziale Hubble. Nelle vicinanze del bordo interno del disco era apprezzabile un puntino luminoso che si era spostato di 184 ± 22 mas, corrispondenti a 1,41 ± 0,17 UA, in 1,7 anni. Il punto fu interpretato dal team come la prima immagine di un pianeta extrasolare mai ottenuta; il moto del punto fu interpretato come il moto di rivoluzione del pianeta intorno alla stella centrale. Il pianeta fu chiamato Fomalhaut b. Le ragioni che spinsero il team a interpretare il punto come l'immagine di un pianeta furono essenzialmente due: in primo luogo esso è troppo poco luminoso (ha una luminosità di 3,4 × 10−7 L⊙) per essere una stella di piccola massa o una nana bruna; in secondo luogo, la presenza di un corpo delle dimensioni di una nana bruna o di una stella di piccola massa nelle vicinanze del disco avrebbe provocato il suo disgregamento.
Fomalhaut b è quindi il primo pianeta extrasolare ad esser stato direttamente osservato nel visibile, la prima immagine, dopo quella di Nettuno, di un pianeta predetto prima ancora di essere scoperto, e la prima immagine di un pianeta che è stato ipotizzato sulla base delle sue interazioni con un disco di polveri. Si ritiene anche che sia l'oggetto esterno al sistema solare più freddo e meno massiccio che sia stato mai fotografato.
Kalas ha affermato in merito alla scoperta:
(Paul Kalas)

## Dubbi sull'esistenza di Fomalhaut b

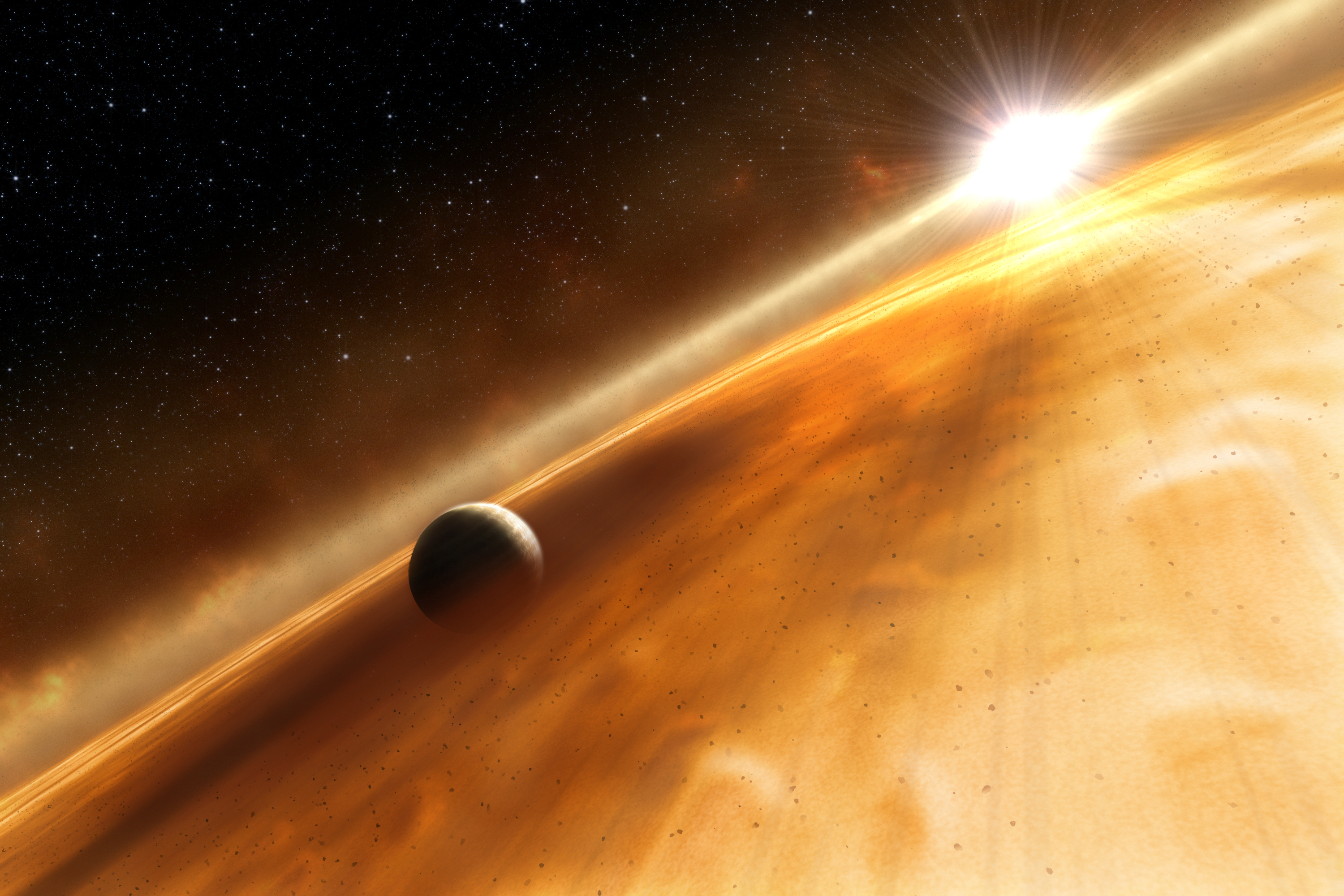
Rappresentazione artistica di Fomalhaut b

Due caratteristiche del punto luminoso osservato nel 2008 sono apparse subito problematiche per la sua identificazione con un pianeta. La prima è che esso non ha alcuna corrispondenza nella banda dell'infrarosso, mentre un pianeta dell'età di almeno 200 milioni di anni, alla distanza in cui Fomalhaut b è stato osservato, dovrebbe essere abbastanza freddo (circa 400 K) per emettere un notevole quantitativo della sua radiazione nelle frequenze dell'infrarosso. Tuttavia, già Marengo et al. (2009), sulla base di una serie di osservazioni condotte dal telescopio spaziale Spitzer, sottolineavano che, data la sensibilità di Spitzer, la mancata osservazione del pianeta nelle frequenze dell'infrarosso poneva severi limiti circa la possibilità di esistenza di un pianeta nelle regioni in cui Fomalhaut b era stato osservato. In particolare, per sostenere la tesi dell'identificazione del punto luminoso con un pianeta, era necessario rivedere il modello dell'atmosfera di Fomalhaut b, in modo da rendere conto della mancata osservazione nell'infrarosso. In attesa di tale revisione, continuavano questi studiosi, l'ipotesi più probabile circa il punto luminoso osservato era che si trattasse di una regione del disco che avesse riflettuto la luce della stella.
Questi dubbi sono stati rilanciati con maggiore forza da Janson et al. (2012) sulla base di nuove più precise osservazioni compiute da Spitzer, che pongono limiti ancora più severi alla luminosità di Fomalhaut b nell'infrarosso. Gli autori respingono anche l'ipotesi avanzata nel 2008 da Kalas e colleghi, secondo la quale l'alta luminosità di Fomalhaut b nel visibile sia determinata da un disco di accrescimento intorno al pianeta: tale ipotesi viene ritenuta improbabile, dato l'imponente tasso di accrescimento che sarebbe richiesto per spiegare la luminosità osservata, di dimensioni simili a quello di una stella T Tauri. Janson et al. (2012) ritengono molto più probabili altri due scenari rispetto a quello dell'esistenza di un gigante gassoso: il primo riconduce il punto luminoso al recente scontro di due planetesimi; il secondo a un pianeta molto più piccolo di quello ipotizzato da Kalas e colleghi, della massa inferiore a 10 M⊕, e quindi roccioso o ghiacciato, intorno al quale orbitano uno sciame di planetesimi che collidono fra loro, producendo il punto luminoso osservato.
L'altra caratteristica del punto luminoso che suscita perplessità è la sua variabilità. Fra il 2004 e il 2006 il punto ha diminuito la sua luminosità di circa mezza magnitudine. La teoria che identifica il punto con un pianeta gassoso deve formulare ipotesi aggiuntive per spiegare questa variabilità. Kalas e colleghi ne avanzano due: oltre alla già citata presenza di un disco di accrescimento intorno al pianeta, essi avanzano l'ipotesi che il pianeta sia circondato da un sistema di anelli, simile a quello di Saturno: gli anelli rifletterebbero variamente la luce della stella centrale, mentre il pianeta si sposta, e questo spiegherebbe la variazione di luminosità. Tuttavia Janson et al. (2012) respingono anche questa seconda ipotesi in ragione del fatto che appare probabile che attualmente l'origine del punto luminoso osservato si trova fra la stella e la Terra e quindi appare improbabile che un sistema di anelli possa riflettere grossi quantitativi di luce da quella posizione.
Secondo András Gáspár e George H. Rieke dell'Università dell’Arizona il pianeta non esiste: dal 2004 l'immagine del punto luminoso nel disco di detriti è andato via via dissolvendosi, fino a sparire completamente nel 2014. Gli autori, in una pubblicazione del 2020, affermano che probabilmente ciò che si pensava fosse un pianeta era in realtà una grande nube di particelle in espansione, che si originò non molto tempo prima della scoperta del pianeta a causa di un gigantesco scontro tra planetesimi del diametro di 200 chilometri.

### Le caratteristiche del disco implicano l'esistenza di pianeti?

Illustrazione dell'ipotesi secondo cui il disco di Fomalhaut sia scolpito da due pianeti pastori che ne definiscono i contorni.

Al di là dell'identificazione del punto luminoso osservato da Hubble con un pianeta gassoso, resta la questione se le caratteristiche del disco implichino o meno l'esistenza di un pianeta. Il disco è eccentrico e Fomalhaut è collocato in uno dei fuochi dell'ellisse. Tale forma ellittica è stata supposta essere generata da un pianeta avente un'orbita eccentrica che ha "scolpito" il disco in modo da indurre una simile eccentricità nel disco stesso. Il fatto che il disco sembri avere confini molto netti ha portato a simili conclusioni circa la presenza di un pianeta che ne "scolpisca" la forma. La necessità dell'esistenza di pianeti per spiegare la morfologia del disco è stata ribadita da Boley et al. (2012), i quali ipotizzano l'esistenza di due pianeti pastori che scolpiscono rispettivamente i confini interni ed esterni del disco, che appaiono essere entrambi molto netti quando osservati mediante il radiointerferometro ALMA.
Tuttavia non tutti gli studiosi sono d'accordo con questa conclusione. Lyra e Kuchner (2012) hanno modellato l'idrodinamica dei dischi asteroidali. Il disco è supposto contenere, oltre a polvere e planetesimi, grandi quantità di gas. La polvere trasferirebbe il calore ricevuto dalla stella centrale al gas, il quale si espanderebbe: la pressione del gas favorirebbe l'accumularsi della polvere in particolari regioni del disco, mentre il gas, raffreddandosi, tenderebbe a riaddensarsi in regioni ripulite dalla polvere stessa. Ne seguirebbe una anti-correlazione fra la densità della polvere e quella del gas: ciò avrebbe il risultato di confinare la polvere in regioni dai confini molto netti. Le onde di polvere create dal gas ad altra pressione sarebbero anche responsabili della eccentricità del disco. Nessun pianeta quindi sarebbe necessario per spiegare le caratteristiche fisiche del disco.

## Probabili caratteristiche fisiche
Fomalhaut b dista 115 UA dalla sua stella, che equivale a circa dieci volte la distanza di Saturno dal Sole. Lo spostamento del pianeta, rilevato dal telescopio Hubble, ha permesso di stimare il suo periodo di rivoluzione, pari a circa 872 anni terrestri. La velocità orbitale è 3,9 km/s, mentre l'eccentricità dell'orbita è 0,13. La massa del pianeta dovrebbe essere non superiore a 3 volte quella del pianeta Giove e non inferiore a quella di Nettuno (che equivale a 0,054 masse gioviane); si tratterebbe dunque di un gigante gassoso. Dato che Fomalhaut ha all'incirca 16 volte la luminosità del Sole, Nettuno e Fomalhaut b si trovano in regioni di temperatura simile a causa della legge di proporzionalità quadratica inversa.
Sulla base della sua luminosità nel visibile e della sua relativa debolezza negli infrarossi, si ipotizza che Fomalhaut b sia circondato da un disco di accrescimento o da un sistema di anelli di raggio pari a circa 20–40 volte quello di Giove (per raffronto, il limite più esterno dell'anello A di Saturno dista dal centro del pianeta appena 2 volte il raggio di Giove); tali dimensioni sono simili ai raggi delle orbite dei satelliti galileiani di Giove e quindi inducono a ritenere che si tratti di un sistema di lune in formazione attorno al pianeta.
Chiang et al. (2009) hanno sviluppato un modello in cui un singolo pianeta della massa inferiore a 3 MJ è responsabile delle caratteristiche osservabili del disco, ossia della sua eccentricità e del suo bordo interno molto netto. Tale modello è compatibile con le osservazioni di Fomalhaut b compiute da Kalas e colleghi. Di per sé il modello di Chiang et al. (2009) è compatibile con l'esistenza di altri pianeti più interni rispetto a Fomalhaut b, a patto che la massa di quest'ultimo sia di molto inferiore a 3 MJ. Tuttavia, le immagini catturate nella banda M dall'MMT Observatory escludono l'esistenza di altri giganti gassosi con una massa superiore a 2 MJ a una distanza compresa fra 10 e 40 UA dalla stella.
L'8 gennaio 2013, nel corso di una conferenza dell'American Astronomical Society, è stato ipotizzato un nuovo scenario per il pianeta: l'orbita di Fomalhaut b sarebbe molto più eccentrica di quanto si pensasse in precedenza. Tale orbita lo porterebbe a variare la sua distanza dalla stella da 48 a 281 UA. Il periodo orbitale è stato ricalcolato attorno ai 2000 anni. La NASA in un comunicato ha affermato che il pianeta sta descrivendo una parte dell'orbita dove potrebbe andare potenzialmente incontro a distruzione, in quanto si appresta ad attraversare una zona della cintura asteroidale particolarmente ricca di detriti. Tale attraversamento richiederà una ventina d'anni. Kalas et al., gli scopritori del pianeta, e il SETI Institute ipotizzano la presenza di ulteriori pianeti nel sistema di Fomalhaut per spiegare l'alta eccentricità orbitale e congetturano che questi pianeti abbiano espulso Fomalhaut b da zone più interne del sistema. Un'altra ipotesi suggerita è quella di un impatto catastrofico tra un pianeta nano e lo stesso Fomalhaut b.